# 叙帕尼司谷
叙帕尼司谷（Hypanis Valles）是火星克珊忒高地一道270公里长河谷中的一系列河道，其中心坐标位于月沼区北纬11度、东经314度处。这些河道似乎是由长期的流水蚀刻而成，并在通往低地的河口处分布着一处突出的沉积物（一些人将其解释为河流三角洲）。
该特征取名自西徐亚的一条河流古名，现在俄罗斯的库班河。

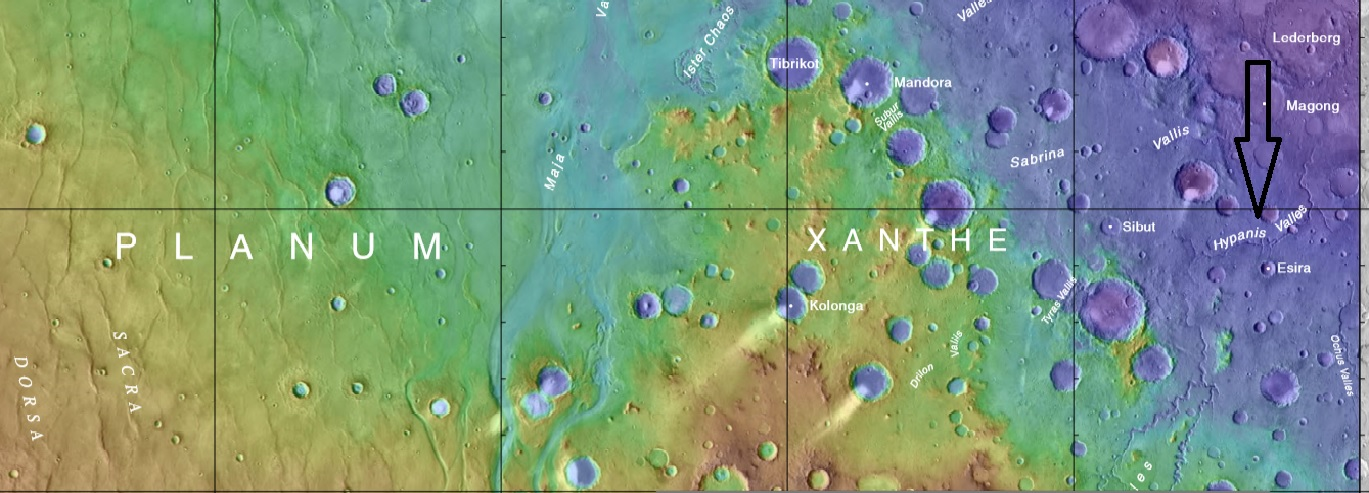
显示了叙帕尼司谷位置（箭头所指）及附近特征的地图。

2018年春季，在德克萨斯州行星会议上发表的研究表明，叙帕尼司谷扇形复合体是一处具有多条河道和地垛的三角洲，形成于一座大型静止水域边缘。那片水域是一座北方海洋，该三角洲就位于克律塞平原附近北部低地与南部高地间的火星分界上，属于火星上最大的三角洲系统。

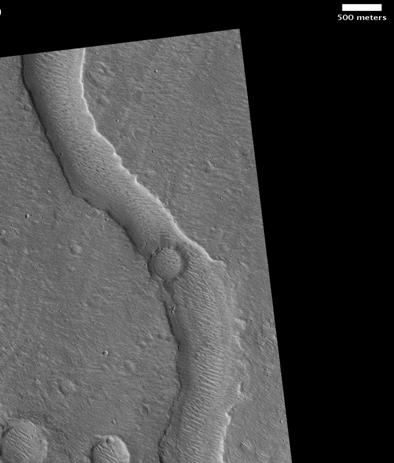
高分辨率成像科学设备显示的叙帕尼司谷中的一处位置（比例尺为500米）。

## 探索
叙帕尼司谷系统曾被提议为火星科学实验室任务中“好奇号”火星漫车的着陆点之一，以评估该区域过去的可宜居性，但最后它并没有被执行。
该地点也曾是火星天体生物学调查探测车任务的四个候选着陆点之一，该任务原定于2018年发射，但最终被取消。火星天体生物学调查任务（ExoMars）的目标是寻找所有过去或现在的火星生命迹象。该提案是让漫游车在靠近叙帕尼司谷三角洲的远端沉积层上和萨布里纳三角洲附近着陆。这些沉积物可能由细粒淤积物组成，被堆积在不活跃的环境中，使得所有潜在的生命印迹都可被保存下来。

## 另请查看
- 火星地质
- 高分辨率成像科学设备
- 卢娜沼区
- 溢出河道
- 火星水文

## 延伸阅读
- Baker, V.R.; Carr, M.H.; Gulick, V.C.; Williams, C.R. & Marley, M.S. . Kieffer, H.H.; Jakosky, B.M.; Snyder, C.W. & Matthews, M.S.  (编). . Tucson, AZ: University of Arizona Press.
- Carr, M.H. . . Cambridge University Press. ISBN 978-0-521-87201-0.